# فورت بیدول (کالیفرنیا)
فورت بیدول (به انگلیسی: Fort Bidwell) یک منطقهٔ مسکونی در ایالات متحده آمریکا است که در شهرستان مودوک، کالیفرنیا واقع شده‌است. فورت بیدول ۸٫۳۳۲ کیلومتر مربع مساحت و ۱۷۳ نفر جمعیت دارد و ۱٬۳۹۱ متر بالاتر از سطح دریا واقع شده‌است.